# Len Duncan
Leonard (Len) Duncan (New York, 25 juli 1911 – Lansdale, 1 augustus 1998) was een Amerikaans Formule 1-coureur.
Hij reed één race in zijn Formule 1-carrière. Dit was de Indianapolis 500, die tussen 1950 en 1960 meetelde in de Formule 1, van 1954. Hij viel in deze race uit in de 101e ronde met een remdefect en had als eindklassering 31e plaats.
Naast zijn Formule 1-carrière reed Duncan in zeven decennia (jaren 20 tot en met de jaren 80) in de zogenaamde 'midget cars'. In de Tweede Wereldoorlog had Duncan eenmaal de eer om de chauffeur te zijn van Harry S. Truman tijdens een van zijn bezoeken aan Engeland.